# ماریکور
ماریکور (به فرانسوی: Maricourt) یک کمون در فرانسه است که در Canton of Combles واقع شده‌است.

## خصوصیات
ماریکور ۷٫۵۲ کیلومترمربع مساحت و ۱۶۱ نفر جمعیت دارد و ۱۲۵ متر بالاتر از سطح دریا واقع شده‌است.